# Tanfield
Tanfield – wieś w Anglii, w hrabstwie ceremonialnym Durham, w dystrykcie (unitary authority) County Durham, w civil parish Stanley. Leży 16 km od miasta Durham. W 1931 roku civil parish liczyła 9236 mieszkańców.